# Kortspelagrundet
Kortspelagrundet  is een Zweedse zandbank behorend tot de Lule-archipel. Het is gelegen ten zuiden van Lappön. Het eiland heeft geen oeververbinding en is onbebouwd.